# 吉田瑞穂 (スーツアクター)
吉田瑞穂（、1965年〈昭和40年〉9月12日 - ）は、日本の男性スタントマン、スーツアクター、俳優。AAC STUNTS所属。東京都出身。身長179センチメートル。特技は空手、剣道、デッサン。趣味は映画鑑賞。
高校卒業後にイベント会社へ入社し、『電撃戦隊チェンジマン』のショーからヒーローショーに出演する。映画『未来忍者 慶雲機忍外伝』で映画俳優としてデビュー。以後、特撮作品で怪獣のスーツアクターを多く務めた。
視覚効果の松本肇は、映画『ゴジラvsビオランテ』（1989年）のころに吉田が膝を怪我し休業していたため合成のマスク切りのバイトを行っていたと証言している。

## 出演

### 映画
- 未来忍者 慶雲機忍外伝（1988年） - 橡伎
- ゼイラムシリーズ - ゼイラム[2]
  - ゼイラム（1991年）
  - ゼイラム2（1994年）
- 人造人間ハカイダー（1995年）
- 学校の怪談シリーズ
  - 学校の怪談（1995年） - インフェルノ
  - 学校の怪談2（1996年）
  - 学校の怪談3（1997年） - 人体模型[2]
- ガメラシリーズ
  - ガメラ2 レギオン襲来（1996年） - 巨大レギオン[3][1][2]、仙台の作業員
  - 小さき勇者たち〜ガメラ〜（2006年） - ジーダス
- 平成モスラシリーズ
  - モスラ（1996年） - デスギドラ [1][2]
  - モスラ2 海底の大決戦（1997年） - ダガーラ[1][2]
- 北京原人 Who are you?（1997年） - マンモス
- さくや妖怪伝（2000年） - 化け猫[3]
- ゴジラ・モスラ・キングギドラ 大怪獣総攻撃（2001年） - ゴジラ[3][4][1]、モスラを見上げる男[6][4]
- キューティーハニー（2004年）
- 仮面ライダーシリーズ
  - 仮面ライダー THE FIRST（2005年） - コブラ[7]
  - 仮面ライダー THE NEXT（2007年10月27日）
- ファンタスティポ（2005年） - ビッグフット
- 深海獣雷牙（2009年）雷牙
- 牙狼〈GARO〉神ノ牙-KAMINOKIBA-（2018年） - スタントデスク

### テレビドラマ
- クリスマスキス〜イブに逢いましょう（1995年） - スタント
- 超光戦士シャンゼリオン（1996年）
- 鉄甲機ミカヅキ（2000年 - 2001年） - ミカヅキ[3]、木場タクティカル役 他
- 真夜中の雨（2002年） - スタント
- 渡り番頭 鏡善太郎の推理III（2005年） - 吹き替えスタント
- 牙狼<GARO>スペシャル 白夜の魔獣（2006年） - レギュレイス役
- NAIL - 吹き替えスタント
- キューティーハニー THE LIVE 第4話（2007年） - パンサークローに改造されたスーツの男役

### CM
- カンフー・マスター BS-iのCM（2000年） - 敵役
- KIRINビール「白麒麟」 - アクションコーディネーター
- Nintendoゲームボーイカラーソフト「怪人ゾナー」 - アクションコーディネーター、柔道選手役
- アサヒ飲料 WONDA 「ゴジラスーツアクター編」 [2]
- SUBARU・軽 STELLA「仕事篇、恋愛篇」（2008年） - スタント

### ゲーム
- ディノクライシス2（2002年、カプコン） - ディラン
- バイオハザード CODE:Veronica（2001年、カプコン） - タイラント
- エクスターミネーション（2001年、SCE） - デニス
- メタルギアソリッド2（2001年、コナミ） - ソリッド・スネークのモーションアクター
- 鬼武者（2002年、カプコン） - 雑兵、その他
- メタルギアソリッド ザ・ツインスネークス（2004年、コナミ） - モーションアクター
- メタルギアソリッド3（2004年、コナミ） - ネイキッド・スネークのモーションアクター
- デッドライジング（2006年、カプコン） - モーションアクター

### ビデオ
- 厄災仔寵
- 呀〈KIBA〉 〜暗黒騎士鎧伝〜（2011年） - バラゴ イメージ